# Dubkî, Bârzula
Dubkî (în ucraineană Дубки) este un sat în comuna Savran din raionul Bârzula, regiunea Odesa, Ucraina.

## Demografie
Componența lingvistică a localității Dubkî
     Ucraineană (82,35%)
     Română (12,94%)
     Rusă (3,53%)
Conform recensământului din 2001, majoritatea populației localității Dubkî era vorbitoare de ucraineană (82,35%), existând în minoritate și vorbitori de română (12,94%), rusă (3,53%) și găgăuză (1,18%).